# Chi-Huey Wong
Chi-Huey Wong (chiń. 翁啟惠; pinyin Weng Qihui; ur. 3 sierpnia 1948 w Yizhu) – tajwańsko-amerykański biochemik.
Laureat Nagrody Wolfa z dziedziny chemii (2014). Zajmuje się chemią bioorganiczną i syntetyczną oraz biokatalizą; jego specjalnością są proteomika i glikobiologia. Jego prace dotyczą przede wszytskim syntezy oligosacharydów i glikoprotein. 